# Blanche Mortimer

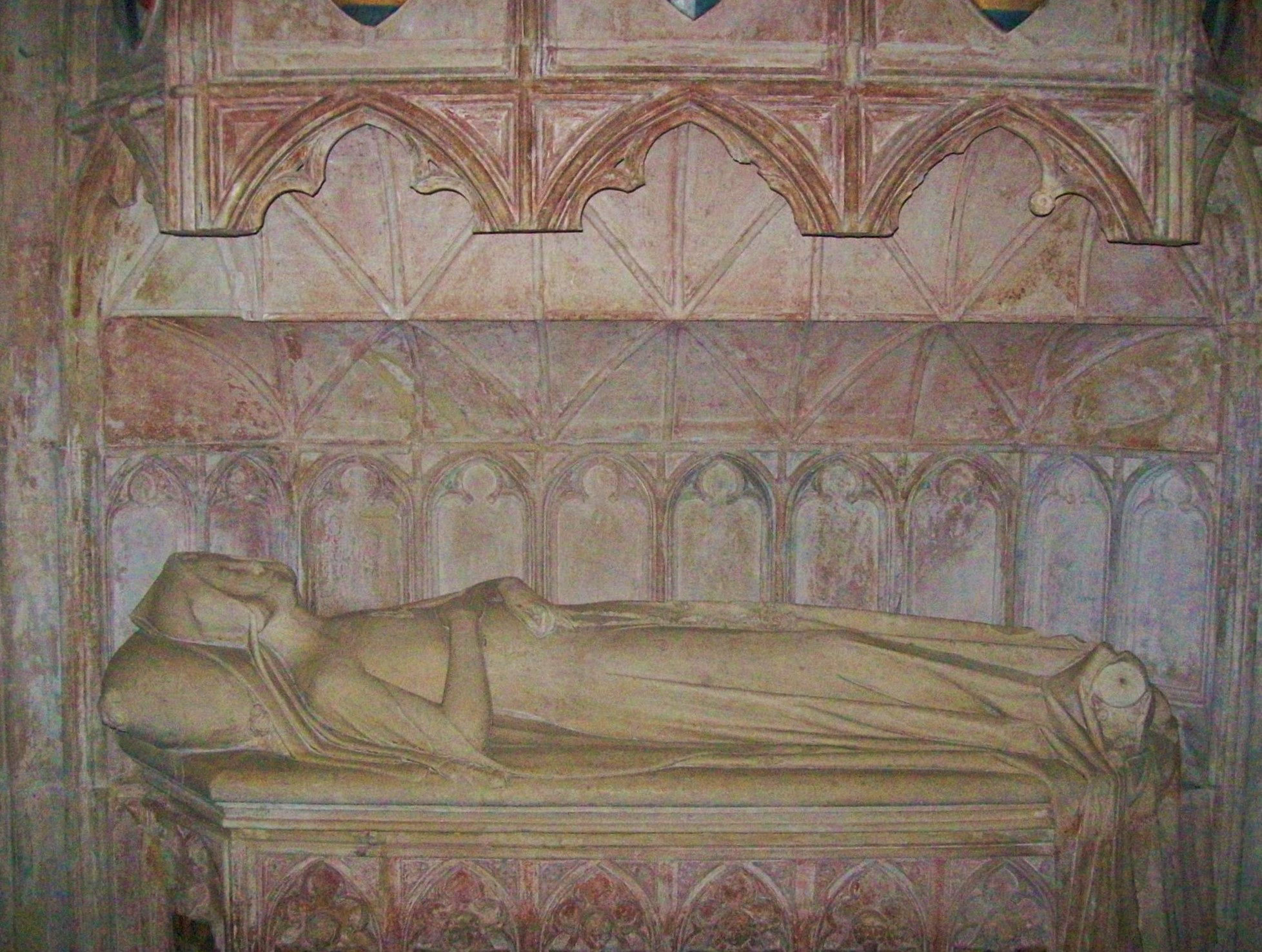
Grabdenkmal von Blanche Mortimer in der Kirche von Much Marcle

Blanche Mortimer (verheiratet Blanche de Grandison) (* zwischen 1315 und 1322; † 1347) war eine englische Adlige.
Blanche Mortimer entstammte der anglonormannischen Familie Mortimer. Sie war vermutlich die jüngste Tochter von Roger Mortimer of Wigmore und von dessen Frau Joan de Geneville. Sie erhielt einen Vornamen, der in der Familie Joinville, der Familie ihrer Mutter geläufig war. Ihr Vater rebellierte ab 1321 gegen König Eduard II., musste sich jedoch Anfang 1322 ergeben. Während ihre Eltern und die meisten ihrer Geschwister daraufhin inhaftiert wurden, wurde Blanche, wohl weil sie noch ein Kleinkind war, nicht verhaftet. Ihr Vater konnte Ende 1326 doch noch den König stürzen und wurde für den minderjährigen neuen König Eduard III. der eigentliche Regent Englands, ehe er im Oktober 1330 selbst gestürzt und wenig später als Verräter hingerichtet wurde. Zuvor war jedoch Blanche vor dem 10. Juni 1330 mit Peter de Grandison, 2. Baron Grandison, einem wesentlich älteren Adligen aus Herefordshire verheiratet worden, der wie ihr Vater von 1321 bis 1322 zu den Rebellen gegen den König gehört hatte.
Vor dem 10. Juni 1330 erhielt Blanche von ihrer Großmutter Margaret de Fiennes das Gut von Much Marcle in Herefordshire. Sie starb kinderlos und wurde in der Kirche von Much Marcle beigesetzt. 